# NTT東日本
NTT東日本株式会社（エヌティティひがしにほん、英: NTT EAST, Inc.）は、東京都新宿区に本社を置く、地域電気通信事業を業とする大手電気通信事業者。NTTの完全子会社で、NTTグループ主要8社の一つ。
日本電信電話株式会社等に関する法律（NTT法）に基づき、日本電信電話株式会社（現: NTT株式会社）の完全子会社として、東日本地域において地域電気通信事業を経営することを目的に、東日本電信電話株式会社（ひがしにっぽんでんしんでんわ、英: NIPPON TELEGRAPH AND TELEPHONE EAST CORPORATION）の商号で設立された株式会社（特殊会社）である。2025年7月1日現商号に変更した。

## 概要
1999年7月1日、旧・日本電信電話（NTT）の再編成によるNTTの持株会社化に伴い、関東・甲信越以北の1都1道15県での通信事業を承継する形で、東日本電信電話株式会社（通称: NTT東日本）として発足（西日本についてはNTT西日本が管轄）。
日本電信電話株式会社等に関する法律（通称「NTT法」、1984年12月25日 法律第85号）により、当社は、東日本（北海道・青森県・岩手県・宮城県・秋田県・山形県・福島県・新潟県・茨城県・栃木県・群馬県・埼玉県・千葉県・東京都・神奈川県）、中日本のうち、甲信地方（山梨県・長野県）において、地域電気通信業務（同一の都道府県の区域内における通信を他の電気通信事業者の設備を介することなく媒介することのできる電気通信設備を設置して行う電気通信業務）を営むものとされており、業務区域のほぼ全域が東日本に属している都道県の範囲に及ぶ。当社は「事業を営むに当たつては、常に経営が適正かつ効率的に行われるように配意し、国民生活に不可欠な電話の役務のあまねく日本全国における適切、公平かつ安定的な提供の確保に寄与」し「公共の福祉の増進に資するよう努めなければならない」とされており、電気通信事業法および同施行規則により、基礎的電気通信役務（固定電話・公衆電話・緊急通報、いわゆるユニバーサルサービス）を業務区域内の離島を含めた全ての市町村を対象に提供する義務を負っている。
法律が定める地域電気通信業務に加え、総務大臣の認可を受け、「地域会社の目的を達成するために必要な業務」、「地域電気通信業務を営むものとされた都道府県の区域以外の都道府県の区域において行う地域電気通信業務」、「地域電気通信業務を営むために保有する設備若しくは技術又はその職員を活用して行う電気通信業務その他の業務」を営むことができるとされている。
本社所在地は東京都新宿区西新宿三丁目19番2号。本社社屋は高層棟、低層棟からなり、隣接する東京オペラシティとは山手通りをまたぐように連絡通路で繋がっている。この本社社屋は、NTT再編成以前はNTTの本社所在地であった（持株会社となった時点のNTTの本社社屋は、NTT再編成以前にNTT関東支社があった東京都千代田区大手町二丁目3番1号逓信ビル。その後、2013年12月24日、東京都千代田区大手町一丁目5番1号 大手町ファーストスクエア イーストタワーに移転）。
下記営業エリア内における同一都道県内完結の市外通話および市内通話などの固定電話サービス、ならびにIP網サービス（フレッツ）を行う。
発足と同時に、NTTブランドの電話機の販売元を継承している（西日本エリアでも、製造販売元・認証取扱業者として「東日本電信電話株式会社」と技適表示のシールに表示される）。
NTTグループのCI刷新に伴い、2025年7月1日にNTT東日本株式会社へ商号変更した。

## 営業エリア
- 北海道地方（旧北海道支社）：北海道
- 東北地方（旧東北支社）：青森県、岩手県、宮城県、秋田県、山形県、福島県
- 関東地方（旧関東支社）：茨城県、栃木県、群馬県、埼玉県、千葉県、東京都、神奈川県、山梨県
- 信越地方（旧信越支社）：新潟県、長野県（木曽郡南木曽町田立、吾妻の一部を除く[4]。同区域は長野県でもNTT西日本エリアとなっている）
- 例外[5]：本来はNTT西日本エリアとなる静岡県熱海市泉（全域）、静岡県裾野市茶畑の一部、富山県中新川郡立山町芦峅寺ブナ坂外の一部

事業地域の扱いは、行政上の地区と異なる場所がある。例えば茨城県古河市・坂東市（生子、生子新田、逆井、菅谷および山に限る）・猿島郡・埼玉県加須市北川辺地区は、市外局番が0280であり事業地域は栃木支店扱い。
一方で、市外局番や通話料金の算出が行政上所属する地域とは異なるが、事業地域は行政上所属する地域での扱いとなるケースがある。
例えば神奈川県座間市相模が丘一丁目および五丁目・相模原市南区（磯部、新磯野一丁目および三丁目から五丁目まで、新戸、相武台、相武台団地、相模湖地区ならびに藤野地区を除く）が、市外局番（042-7）は東京支店の管轄で、通話料金の算出も東京都扱いであるが、事業地域では神奈川県扱いとなる。なお、相模原市緑区の相模湖地区ならびに藤野地区は八王子MAの市外局番（042-6）のため、東京支店の管轄で、通話料金の算出も事業地域も東京都扱いとなる。
逆に、市外局番や通話料金の算出が行政上所属する地域での扱いだが、事業地域は行政上所属する地域とは異なるケースもある。
例えば、東京都町田市が、市外局番（042-7）は東京支店の管轄で、通話料金の算出も東京都扱いだが、事業地域では神奈川県扱い。
静岡県については、東西分割の検討段階でNTT東日本の営業エリアに組み込む検討もされたが、名古屋（愛知県）と同じNTT東海のエリアであったことや、東西地域会社間で利用者数や資産規模などを均一に揃えるという意図から、NTT西日本の営業エリアとされた経緯がある。ただし、熱海市と裾野市のそれぞれ一部区域のみは例外としてNTT東日本の営業エリアである。
なお、静岡県田方郡函南町にはNTT東日本伊豆病院が存在するが、同病院はNTT西日本エリアである。

## 組織
- 本社

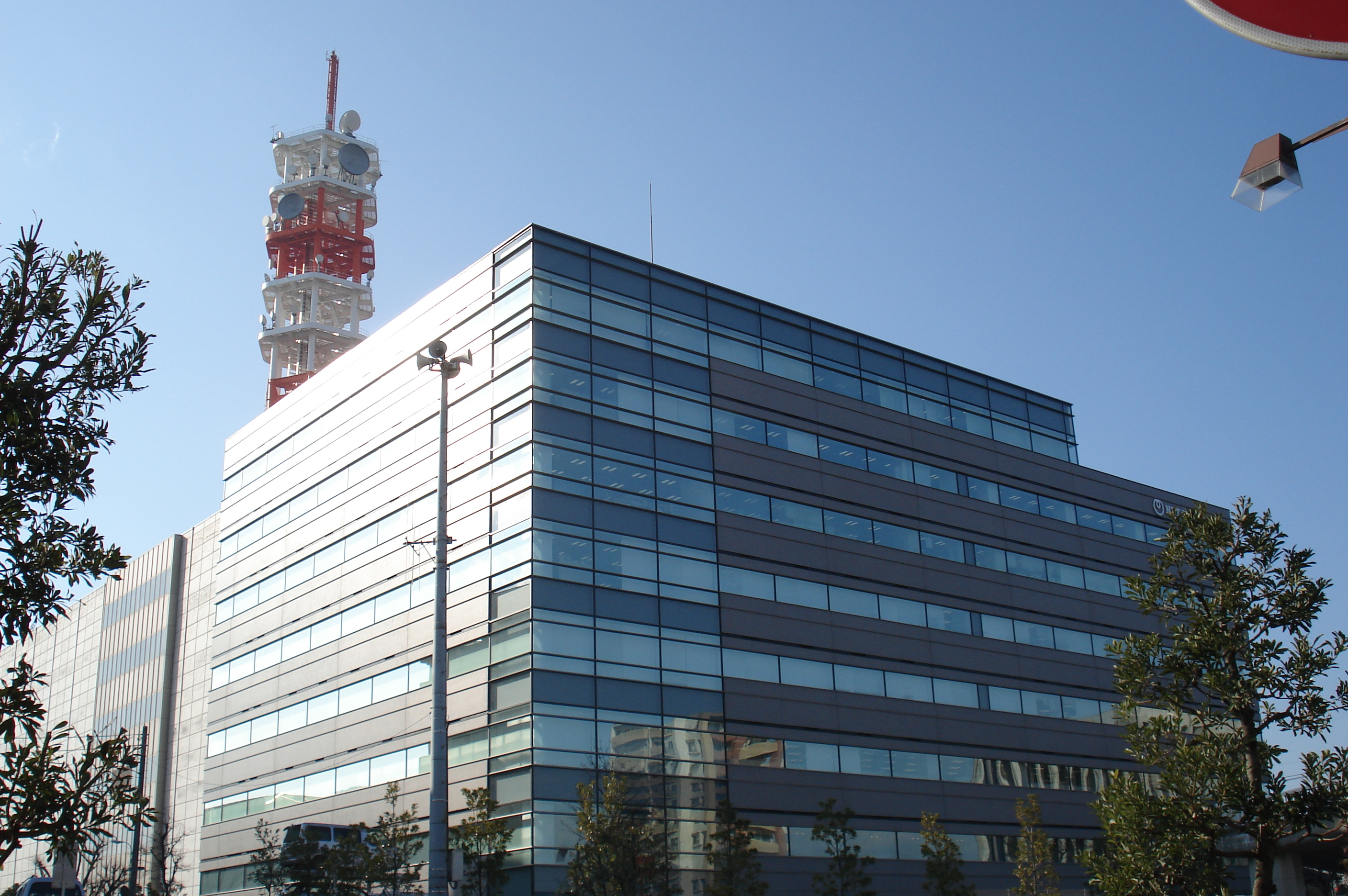
埼玉支店とNTT東日本-関信越が入居するNTT東日本新常盤ビル（手前、2008年竣工、さいたま市浦和区）
後方の電波塔が置かれるビルは常盤局施設として利用されるNTT東日本常盤ビル

  - 営業推進本部 販売企画部、営業部、事業推進部
  - ビジネスイノベーション本部 マーケティング部、カスタマーリレーション部、バリュークリエイト部、フロントサポート部、地方創生推進部
  - ネットワーク事業推進本部 設備企画部、エンジニアリング部、サービス運営部、高度化推進部、ネットワークセキュリティ推進室
  - 経営企画部 広報室
  - デジタル革新本部 デジタルデザイン部、デジタルイノベーション部、企画部、資材調達センタ、国際室
  - 総務人事部 広告表示審査室、サステナビリティ推進室、医療·健康管理センタ
  - 財務部
  - 監査役室
  - 先端テクノロジー部
  - 相互接続推進部
  - 情報セキュリティ推進部
  - ビジネス開発本部
  - 内部監査部
- 事業部（6）、支店（29）
  - 東京事業部
    - 東京南支店（東京都中央区銀座八丁目2番7号）
    - 東京北支店（東京都新宿区北新宿一丁目5番1号）
    - 東京東支店（東京都台東区上野五丁目24番11号）
    - 東京武蔵野支店（東京都府中市八幡町一丁目1番地）
    - 東京西支店（東京都立川市錦町四丁目11番5号）
    - 山梨支店（山梨県甲府市青沼一丁目12番13号）

  - 神奈川事業部
    - 神奈川支店（神奈川県横浜市中区山下町198番地）
    - 川崎支店（神奈川県川崎市川崎区宮前町8番地6）
    - 神奈川西支店（神奈川県藤沢市朝日町1番地6）

  - 千葉事業部
    - 千葉支店（千葉県千葉市美浜区中瀬一丁目3番地）
    - 千葉西支店（千葉県船橋市湊町二丁目6番33号）
    - 茨城支店（茨城県水戸市北見町8番8号）

  - 埼玉事業部
    - 埼玉支店（埼玉県さいたま市浦和区常盤五丁目8番17号）
    - 埼玉南支店（埼玉県川口市西青木二丁目3番11号）
    - 埼玉西支店（埼玉県川越市仲町八丁目3番地）
    - 栃木支店（栃木県宇都宮市東宿郷四丁目3番27号）
    - 群馬支店（群馬県高崎市高松町3番地）
    - 長野支店（長野県長野市大字南長野新田町1137番地5）
    - 新潟支店（新潟県新潟市中央区東堀通七番町1017番地1）

  - 宮城事業部
    - 宮城支店（宮城県仙台市若林区五橋三丁目2番1号）
    - 福島支店（福島県福島市山下町5番10号）
    - 岩手支店（岩手県盛岡市中央通一丁目2番2号）
    - 青森支店（青森県青森市橋本二丁目1番6号）
    - 山形支店（山形県山形市薬師町二丁目18番1号）
    - 秋田支店（秋田県秋田市中通四丁目4番4号）

  - 北海道事業部
    - 北海道支店（北海道札幌市中央区大通西十四丁目7番地）
    - 北海道南支店（北海道函館市東雲町14番8号）
    - 北海道北支店（北海道旭川市十条十丁目2491番地1）
    - 北海道東支店（北海道帯広市東三条南十二丁目2番地）

※カッコ内は支店所在地 
（2022年9月9日 現在）

## 沿革
記述中、日本電信電話は「NTT」、東日本電信電話は「NTT東日本」、西日本電信電話は「NTT西日本」と略記する。
- 1999年（平成11年）
  - 7月1日 NTT再編成に伴い、 東日本電信電話株式会社（通称: NTT東日本）設立・営業開始。初代社長：井上秀一。
  - 7月12日 INSネット64を対象に1回線で2つの電話番号が利用可能な「i・ナンバー」及び話中や不在時に応答録音できる「マジックボックス」を提供開始する。
  - 7月31日 電話の移転や各種サービス等の注文、問い合わせを電話で受けている「116」の営業を、土曜・日曜・祝日も開始する。
  - 8月3日 優先接続制度の導入にあたり、必要となる事業者識別用の電気通信番号について「0036」の指定を受ける。
  - 11月1日 INSネットユーザが、インターネットに接続するための通信が使い放題となる完全定額制サービス「IP接続サービス」の試験提供を開始する。
  - 11月17日 NTT、NTT東日本、NTT西日本は、中期経営改善施策（2000 - 2002年度）を公表する。
    - 販売業務・営業窓口業務・電話受付業務（116）・料金業務・故障受付業務（113）の拠点数を3分の1程度に削減、NTT東日本及びNTT西日本は、2001年度から3年間新規採用を凍結等

  - 12月下旬 ADSL接続サービスの試験提供を開始する。
- 2000年（平成12年）
  - 4月14日 ビジネスユーザ向けの新しい光サービス「ワイドLANサービス」を提供開始する。
  - 7月17日 ISDN回線によるIP接続サービス「フレッツ・ISDN」を本格提供開始する。
  - 9月12日 「フレッツ・ISDN」を利用し、企業等のプライベートネットワークを構築できるサービス「フレッツ・オフィス」を提供開始する。
  - 9月20日 電話をかけた相手が話し中の際、簡単なダイヤル操作で登録しておくと、話が終了した時点でその旨を音声で知らせる「空いたらお知らせ159」、及び簡単なダイヤル操作により最後にかかってきた相手の電話番号等を音声で知らせる「ナンバーお知らせ136」を提供開始する。
  - 9月22日 「中期経営改善施策」の一環として、2000年度及び2001年度において「希望退職」を実施することを公表する。（両年度で計3,000人程度）
  - 10月1日 通話区域間距離が20kmを超える県内市外通話料金の値下げを実施する。上位3電話番号通話料金割引サービス「ケンタくん」[6]、企業単位通話料金割引サービス「ワリマックス」、事業所単位通話料金割引サービス「ワリビッグ」、学校向け特別料金割引サービス「i・スクール」を本格提供する。
  - 10月16日 INSネット64及びINSネット64・ライトを対象に提供している市内定額型割引サービス「i・アイプラン」を加入電話利用のユーザにも拡大して、提供開始する。
  - 10月31日 光サービス「メガデータネッツ」を提供開始する。
  - 12月8日 「INSネットサービス」の契約回線数が、全国（NTT西日本エリア含む）で1,000万回線を突破する。
  - 12月26日 インターネット向け試験サービスとして提供中の「ADSL接続サービス」を本格提供するとともに、地域IP網を利用した「フレッツ・ADSL」を提供開始する。光加入者回線をアクセスラインとした定額制インターネット向け高速サービス「光・IP通信網サービス」を試験サービスとして提供開始する。
- 2001年（平成13年）
  - 1月10日 市内通話料金を3分9円（税抜）に値下げする[7]。
  - 1月11日 県内市外通話料金割引サービス「スーパーケンタくん」、県内市外上位5電話番号通話料金割引サービス「ケンタくん5」を提供開始する。
  - 2月20日 「0120」または「0800」から始まる電話番号を利用した通話料金を着信者が負担するサービス「フリーアクセス」、「0570」から始まる電話番号を利用して、より効率的な電話受付などを可能とするサービス「ナビアクセス」、「0570」から始まる電話番号を利用して、インターネット・サービス・プロバイダのアクセスポイントの効率的な運用を可能とするサービス「APナビ」を提供開始する。
  - 3月13日 光ファイバを利用して高速のイーサネットMANを実現する網型通信サービス「メトロイーサ」を提供開始することとし、総務大臣に認可申請等を行う。
  - 3月16日 通話料着信者払いサービス「フリーアクセス」に「番号ポータビリティ」を導入することとし、総務大臣に認可申請を行う。
  - 3月末 「ナンバー・ディスプレイ」の契約回線数が、全国（NTT西日本エリア含む）で500万回線を突破する。
  - 5月1日 優先接続制度が導入される。
    - 優先接続制度は、郵政省「優先接続に関する研究会」及び郵政省「優先接続導入に関する研究会」の内容を受け、NTT東日本及びNTT西日本が電話会社選択サービス「マイライン」と電話会社固定サービス「マイラインプラス」として提供

  - 5月1日 市内通話料金を3分8.5円（税抜）に値下げする[8]。
  - 6月29日 家庭の電話機等から、情報検索やメールの送受信等のインターネットサービスが利用できる「Lモード」サービスを提供開始する。
  - 7月26日 加入電話及びINSネットサービスの付加機能として、契約者・メンバ間等で音声メッセージの録音・再生ができる「ボイスボックス」サービスを提供開始する。
  - 8月1日 加入者光ファイバを利用し、インターネットに高速で接続する定額制サービス「Bフレッツ」を本格提供する。
  - 8月10日 インターネット向け完全定額制サービス「フレッツ・ISDN」の契約回線数が、全国（NTT西日本エリア含む）で100万回線を突破する。
  - 10月25日 NTT、NTT東日本、NTT西日本は、2001年（平成13年）3月の「e-Japan重点計画」、「規制改革推進3か年計画」を踏まえ、「当面の経営課題に対するNTTの取り組み」を公表する。
  - 11月1日 SONET/SDHインタフェースによる超高速専用サービス「メトロハイリンク」を提供開始する。「Bフレッツ」に、企業等のビジネスユーザの利用に対応した「ビジネスタイプ」を提供開始する。
  - 11月22日 NTT、NTT東日本、NTT西日本は、「当面の経営課題に対するNTTの取り組み」（2001年10月25日報道発表）において別途公表することとしていた、「NTT東西の構造改革について」を公表する。
    - 社員の約6割を地域単位に設立したアウトソーシング会社へ移行
    - 51歳以上の社員に対し、NTT東日本を退職しアウトソーシング会社に再雇用する仕組みを導入（再雇用者の賃金水準は地域別に▲15%～▲30%ダウン）

  - 12月10日 インターネットを利用した新たなビリングサービス「@ビリング」を提供開始する。
  - 12月25日 「フレッツ・ADSL8Mタイプ」及び「フレッツ・ADSL（電話回線と共用しない場合）とマイラインプラスとのセット割引」を提供開始する。
- 2002年（平成14年）
  - 2月12日 新規契約時の施設設置負担金の支払いを要せず、月々の基本料に一定額を加算する「加入電話・ライトプラン」を提供開始する。
  - 3月1日 「スーパーワイドLANサービス」を提供開始する。
  - 3月12日 プライベートグループを構築することにより簡易にグループ内での通信を可能とするサービス「フレッツ・グループアクセス」を提供開始する。
  - 3月15日 ユーザがDSLサービスの利用を検討する際の参考情報として活用できる「電話回線の線路情報」をユーザ側からでも把握できるよう、NTT東日本ホームページから情報提供を開始する。
  - 5月1日 「NTT東西の構造改革について」に基づき、NTT東日本の機能を企画・戦略、設備構築・管理、サービス開発、法人営業等に特化し、注文受付、設備保守・運営、故障修理等の業務を各都道県単位の新会社へアウトソーシングする。
    - 都道県域会社：営業系「（株）NTTサービス○○」・設備系「（株）NTTエムイー○○」・共通系「（株）NTTビジネスアソシエ○○」（○○は「都道県名」）

  - 6月 ユーザ要望に応じた占有ネットワークを構築することにより、自治体や大規模企業等が複数拠点間で大容量（ギガクラス）のデータ伝送を可能とする、超高速専用サービス「スーパーハイリンク」を提供開始する。
  - 6月1日 「Bフレッツ」に、「ニューファミリータイプ」を提供開始する。
  - 6月6日 無線LAN技術を利用し、自宅と同様の環境で外出先でもインターネットの利用や、企業等へのリモートアクセスが可能になるサービス「Mフレッツ」を、東京・北海道にて試験提供開始する。
  - 6月25日 2代目社長に三浦惺が就任する。
  - 7月3日 「ナンバー・ディスプレイ」のオプションサービスとして、電話に出る前に発信電話番号とともに会社名や名前等を表示する「ネーム・ディスプレイ」を提供開始する。
  - 8月1日 「フレッツ・ADSL」、「Bフレッツ」のユーザ向けに、ユーザ相互間で音声だけでなく映像、データ等の多彩な通信を利用できる「フレッツ・コネクト」を本格提供する。
  - 11月8日 「フレッツ・ADSL モア」（下り最大概ね12Mbps）を提供開始する。
  - 11月11日 IT戦略本部を中心として策定されたe-Japan計画に対応し、電子自治体の実現等を中心としたe-Japanビジネスに対する営業体制を強化するため、全17支店にe-Japan推進室、本社にe-Japan推進部を設置する。
- 2003年（平成15年）
  - 1月1日 「Mフレッツ」を本格サービスとして提供開始する。
  - 7月1日 拠点ごとに低速から高速まで柔軟に帯域を選択し、県内均一料金で経済的に拠点間のネットワークを構築したいというユーザの要望に応えるため、新たなイーサネットVPNサービス「フラットイーサ」を提供開始する。
  - 7月11日 企業向けメニュー「Bフレッツ アドバンスドサポート」を提供開始する。
  - 7月22日 「フレッツ・ADSL モアII」（下り最大概ね24Mbps）を提供開始する。
  - 7月29日 NTT東日本及びNTT西日本は、社団法人日本プロサッカーリーグ（Jリーグ）との間で「Jリーグネットワークパートナー契約」を締結したことを公表する。
  - 9月18日 企業向けメニュー「フレッツ・ADSL アドバンスドサポート」を提供開始する。
  - 9月18日 企業向けメニュー「フレッツ・ADSL ビジネスタイプ」を提供開始する。
  - 10月21日 携帯電話・PHSから「フリーアクセス」への接続を開始する。
  - 10月23日 固定電話・公衆電話からIP電話（050番号）への通話サービスを提供開始する。
  - 10月29日 法人ユーザの多様化するニーズ等に応えることを目的に、「法人向けIP電話サービス」を提供開始する。
    - サービスの特徴：固定電話相当の音声品質、加入電話と同様の「0AB～J」の電話番号によるサービス提供等

  - 11月1日 オフィスビル・テナントビル向けメニュー「Bフレッツ ビルタイプ」を提供開始する。
  - 12月1日 設備的な都合により「Bフレッツ マンションタイプ」の提供が困難なビル・マンション等に、加入者光ファイバと26GHz帯無線周波数を用いたFWAシステムを組み合わせた「Bフレッツ ワイヤレスアクセスタイプ」を提供開始する。
  - 12月17日 「フレッツ・ADSL モアII」について、下り最大伝送速度を最大概ね24Mbpsから最大概ね40Mbpsへと高速化を図る。
- 2004年（平成16年）
  - 1月21日 通話料金割引サービス「ワリマックス・プラス」を提供開始する。
  - 2月26日 「Bフレッツ」を利用しリモートアクセス環境を容易に構築可能とするサービス「フレッツ・アクセスポート」を提供開始する。
  - 4月1日  NTT東日本が設定した料金による固定電話から携帯電話への通話サービスを提供開始する。
    - 携帯電話番号（「090/080－C～K」）の前にNTT東日本の事業者識別番号（0036）をダイヤルする

  - 7月1日 本社等組織の大幅な見直しを実施する。
    - 本社組織について、「コンシューマ事業推進本部」「ビジネスユーザ事業推進本部」「ネットワーク事業推進本部」の3事業推進本部の設置、東京支店でアカウントしている一部のユーザを「ビジネスユーザ事業推進本部」に移行等

  - 8月6日 「フレッツ・ADSLモアIII」（下り最大概ね47Mbps）を提供開始する。
  - 9月1日 通話料金の低廉化ニーズ及び固定電話並みの高品質なIP電話サービスの需要の高まりに応えるため、「Bフレッツ マンションタイプ」を利用のユーザ対象に、集合住宅向けIP電話サービス「ひかり電話」を提供開始する。
  - 11月30日 「Bフレッツ ハイパーファミリータイプ」を提供開始する。
  - 12月1日 「フレッツ・スポット」を提供開始する。
- 2005年（平成17年）
  - 1月1日 基本料（回線使用料）の値下げ、プッシュ回線の付加機能使用料の廃止を実施、通話料割引サービス「イチリッツ」を提供開始する。
  - 1月20日 従来、磁気カード公衆電話とICカード公衆電話の2種類の公衆電話によるサービスを提供していたが、2006年3月末までに順次、磁気カード公衆電話へ一本化することを公表する。（2006年3月末完了）
  - 2月1日 「116」の営業時間を4時間延長し、午前9時から午後9時までとする。
  - 2月1日 IP電話サービス「ひかり電話」を戸建住宅向けに提供開始する。
  - 3月1日 総務省情報通信審議会の答申を踏まえて、関係各方面への影響等に配慮し、施設設置負担金を見直し、値下げを実施する。
    - 施設設置負担金 現行：72,000円 → 値下げ後：36,000円（税抜）

  - 4月1日 「法人向けIP電話サービス」の名称を「ひかり電話ビジネスタイプ」に変更する。
  - 5月末 「Bフレッツ」が、NTT東日本エリアで100万契約を突破する。
  - 6月28日 3代目社長に髙部豊彦が就任する。
  - 7月1日 収益力・コスト競争力の強化を図るため、都道県域会社等の見直しを実施する。
    - 都道県域におけるアウトソーシング会社3社（営業系・設備系・共通系）を都道県域単位に統合するとともに、支店の法人営業業務等を新会社へ委託。
    - 東京エリアについては、5ブロックエリア単位の会社編成とする。

  - 12月1日 「フレッツ・ADSL エントリー」（下り最大概ね1Mbps）を提供開始する。
- 2006年（平成18年）
  - 1月17日 総務大臣に対し、ユニバーサルサービス（基礎的電気通信役務）の日本全国における安定的な提供を確保するため、ユニバーサルサービス基金制度による交付金の交付を受けられるよう、適格電気通信事業者の指定の申請を行う。
  - 4月末 「Bフレッツ」が、NTT東日本エリアで200万契約を突破する。
  - 5月8日 「ひかり電話オフィスタイプ」を提供開始する。
  - 7月6日 「ひかり電話A(エース)」を提供開始する。
  - 10月1日 故障修理派遣について、土日・祝日にも実施する。
  - 11月30日 「Lモード」の新規申込み受付を終了する。
    - 現在「Lモード」を契約のユーザは、当面、サービスを継続して利用可能
    - 今後のユーザの利用状況等を勘案し、2009年度末を目途にサービス終了を検討

  - 12月11日 「Bフレッツ」と「フレッツ・ADSL」の契約数が逆転する。
  - 12月20日 契約者（ホスト）が事前に希望日時と会議参加者（メンバ）の電話番号等を登録することにより音声会議ができる「でんわ会議」サービスの提供を終了する。
- 2007年（平成19年）
  - 1月10日 「Bフレッツ」が、NTT東日本エリアで300万契約を突破する。
    - 「Bフレッツ」は提供開始後、3年10ヵ月をかけて100万契約、その後11ヵ月で200万契約、そして8ヵ月で300万契約を達成

  - 1月31日 「APナビ」「ナビアクセス」の新規申込み受付を終了する。
    - 既に「APナビ」「ナビアクセス」を契約中のユーザは、当面、サービスを継続して利用可能
    - その後のユーザの利用状況等を勘案し、サービス終了を検討

  - 1月 電話料金等について、クレジットカードによる支払いの取り扱いを開始する。
  - 2月1日 「ユニバーサルサービス料」が設定される。
    - NTT東日本・NTT西日本も含めて約50社の電気通信事業者が対象で、ユーザは1番号当り月額7円（税抜）を負担する

  - 3月31日 ユーザ自身によるダイヤル操作で電話番号を調べることができる「あんないジョーズ」サービスの提供を終了する。
  - 5月15日 18時44分から翌日1時35分まで、東京都23区、神奈川県、千葉県、埼玉県以外のBフレッツ、フレッツ・ADSL、フレッツ・ISDN、ひかり電話に大規模障害が発生する。フレッツサービス合計約239万契約、ひかり電話約50万契約（再掲）が影響を受ける。
  - 7月1日 番号案内サービス（104番）において、案内した電話番号へそのまま接続する「DIAL 104」サービスを提供開始する。
- 2008年（平成20年）
  - 6月20日 4代目社長に江部努が就任する。
- 2010年（平成22年）
  - 7月1日 「NTT東日本 東京」が発足
  - 6月17日 光ポータブルサービス開始
  - 11月25日 光iフレームサービス開始
- 2012年（平成24年） 
  - 7月 - 2012年7月請求分(6月利用分)より、NTTファイナンスが料金収納業務を開始。これに伴い、NTTグループ（NTTコミュニケーションズおよびNTTドコモ）料金の支払を一本化可能となった（おまとめ請求、要申込）。
- 2014年（平成26年） 
  - 7月1日 - 17支店を6事業部・29支店に再編。都道県域会社を4つの広域会社に再編。
- 2024年（令和6年）
  - 9月 - サッカーチーム「大宮アルディージャ」並びに「大宮アルディージャVENTUS」の運営会社の全株式をオーストリアの飲料メーカー「レッドブル」に譲渡[9]。
- 2025年（令和7年）7月1日 - NTT東日本株式会社（英: NTT EAST, Inc.）に商号変更[2]。

## サービス・商品

### 電話・電報
- i・アイプラン（通話料金割引サービス）
- INSエリアプラス（通話料金割引サービス）
- INSキャッチホン
- INSタイムプラス（通話料金割引サービス）
- INSテレホーダイ（通話料金割引サービス）
- INSなりわけサービス
- INSナンバー・ディスプレイ
- INSネット1500
- INSネット64
- INSネット64・ライト
- INSボイスワープ
- INSボイスワープセレクト
- INSマジック・ボックス
- IP電話会議装置 MEETING BOX（通信機器）
- 空いたらお知らせ159
- i・ナンバー
- @ビリング
- アナログ専用サービス
- あんないジョーズ（2007年3月31日サービス提供終了）
- イチリッツ（通話料金割引サービス）
- 104番号案内
- 一般加入電話
- エアボード IDT-LFL1（通信機器）
- エリアプラス（通話料金割引サービス）
- Lモード（2006年11月30日新規申込み受付終了）
- ANGEL LINE
- オフトーク通信サービス
- 加入電話・ライトプラン
- キャッチホン
- キャッチホンII
- ケンタくん（通話料金割引サービス）
- ケンタくん5（通話料金割引サービス）
- 公衆電話
- 固定電話発・携帯電話着0036通話サービス
- コレクトコール
- 時報（117）
- シルバーベル（通信機器）
- シルバーホン あんしんSIII（通信機器）
- シルバーホン ひびきSII（通信機器）
- シルバーホン ふれあいS（通信機器）
- シルバーホン めいりょう（通信機器）
- ＃ダイヤル
- 信号監視通信サービス
- スーパーケンタくん（通話料金割引サービス）
- タイムプラス（通話料金割引サービス）
- タウン&ハローページ
- タウンページ
- D-MAIL
- デジタルコードレスホンDCP-5000wII（通信機器）
- デジタルコードレスホンDCP-5100/5100w（通信機器）

- デジタルコードレスホンDCP-5200/5200w（通信機器）
- デジタルコードレスホンDCP-5300/5300w（通信機器）
- テレホーダイ（通話料金割引サービス）
- でんえもん225（通信機器）
- でんえもん262DCLw/262DCL（通信機器）
- でんえもん264DCLw/264DCL（通信機器）
- でんえもん265DCLw/265DCL（通信機器）
- でんえもん713LCw（通信機器）
- でんえもん757LD（通信機器）
- でんえもん757LDwII（通信機器）
- でんえもん757LDwIII/757LDIII（通信機器）
- でんえもん761LC（通信機器）
- でんえもん762CL（通信機器）
- でんえもん771BLC（通信機器）
- でんえもん771BLCII（通信機器）
- 天気予報（177）
- 電報
- でんわばん
- トリオホン
- ナンバー・アナウンス
- ナンバーお知らせ136
- ナンバー・ディスプレイ
- 二重番号サービス
- Netcommunity SYSTEM AX（ホームテレホン、通信機器）
- ハウディ・クローバーホンSIII（通信機器）
- ハウディ・クローバーホン光（通信機器）
- ハウディ優III（通信機器）
- ハウディ レポンス IC-3700（通信機器）
- ハローページ
- ひかり電話
- ひかりパーソナルフォン 「WI-100HC」（ひかり電話）
- 光iフレーム
- PLCアダプタ PN-100HD-S（配線ソリューション、通信機器）
- PてれほんC（ピンク電話、通信機器）
- IP電話会議装置 MEETING BOX（通信機器）
- 100番通話
- プッシュ回線
- フラッシュベル（通信機器）
- フレックスホン
- フレッツフォン VP1000（ビジュアルサポートデスク）
- フレッツフォン VP1500（ビジュアルサポートデスク）
- Picture Mate 200（ビジュアルサポートデスク）
- Picture Mate 300（ビジュアルサポートデスク）
- ボイスボックス
- ボイスワープ
- ボイスワープセレクト
- マジック・ボックス
- 迷惑電話おことわりサービス

（2007年1月1日 現在）

### ブロードバンド対応機器

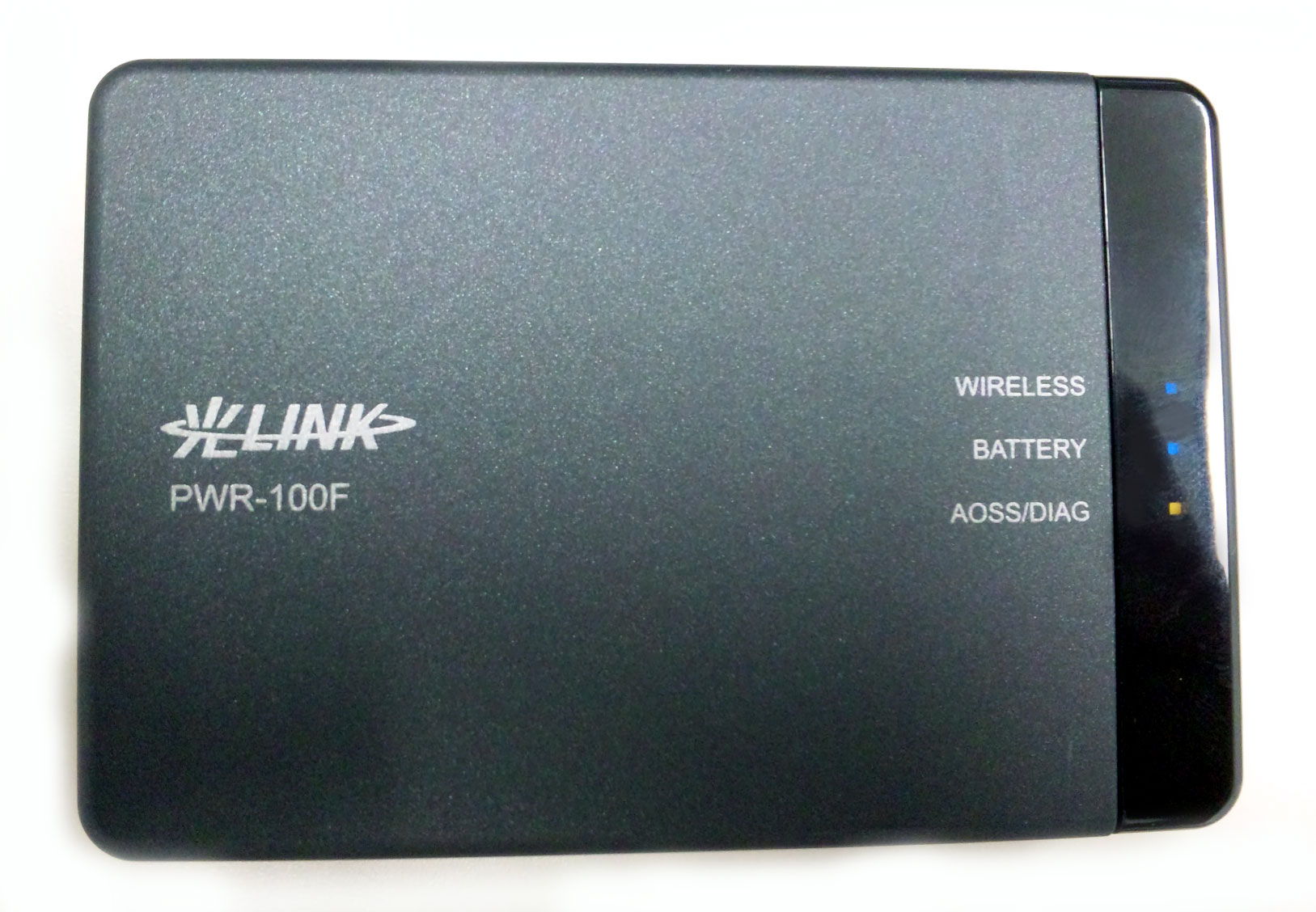
光ポータブル (Portable Wi-Fi)

- Web Caster V120（ルータ、050IP電話対応、但しサポート先は、通信機器取扱相談センタ）
- Web Caster WH1000n（ルータ、通信機器）
- Web Caster W100（ルータ、通信機器）
- VoIPアダプタ（050IP電話対応アダプタ、IP電話対応機器）
- クルリモ（ひかりホームカメラ HC-1000、ビジュアルサポートデスク）

（2009年2月1日 現在）
- 光ポータブル - モバイルWiFiルータ対応のブロードバンドルータ

### ADSLモデム
- Web Caster 3100NV（ADSLモデム内蔵ルータ、IP電話対応機器）
- Web Caster 6400M（ADSLモデム内蔵ルータ、通信機器）
- ADSLモデム-NVⅢ（ADSLモデム内蔵ルータ、但しLANポートが一つしか存在せず、IP電話対応機器）
- ADSLモデム-MS5（ADSLモデム、通信機器）

（2009年2月1日 現在）

### ISDN回線用ターミナルアダプタ・ダイヤルアップルータ
- INSメイトFT80bt ワイヤレスセット（ターミナルアダプタ、通信機器）
- INSメイトV30Slim（ターミナルアダプタ、通信機器）
- INSメイトV70G-MAX（ターミナルアダプタ、通信機器）
- IPMATE1600RD（ブロードバンドにも対応したダイヤルアップルータ、通信機器）

（2009年2月1日 現在）

### サザンクロスパソコン
- サザンクロスPC-Fu48N
- サザンクロスPC-Fu56D
- サザンクロスPC-Fu57D
- サザンクロスPC-Ne40N
- サザンクロスPC-Ne41N
- サザンクロスPC-Ne45D
- サザンクロスPC-Sh02D
- サザンクロスPC-To16N
- サザンクロスPC-To17N

（2007年1月1日 現在）

### 企業向け
- IPテレビ会議システム Phoenix F（通信機器）
- IPテレビ会議システム Phoenix 4000HX（通信機器）
- IP電話会議装置 MEETING BOX（通信機器）
- アナログ専用サービス
- Ephelio（イフェリオ）
- インラインモニタリング タイプR
- Webport BR410（通信機器）
- Webport BR450（通信機器）
- Webport BR500（通信機器）
- 映像モニタリングパック for フレッツ
- SLA（サービス品質保証制度）
- ATMメガリンクサービス
- APナビ（2007年1月31日新規申込み受付終了）
- NA-1310/1320（通信機器）
- NTT東日本の学校ソリューション
- NTT東日本の教育・文化ソリューション
- NTT東日本の生涯学習ソリューション
- NTTFAX B-400（通信機器）
- NTTFAX J-305（通信機器）
- NTTFAX L-410（通信機器）
- NTTFAX T-340（通信機器）
- NTT RECOMM FAX J-304（通信機器）
- MPEG-2ビデオエンコーダ VE-1/MPEG-2ビデオデコーダVD-2s（通信機器）
- OFISTAR B3000C（通信機器）
- OFISTAR B5000（通信機器）
- OFISTAR B6100（通信機器）
- OFISTAR H7200（通信機器）
- OFISTAR H8100C（通信機器）
- OFISTAR S3000（通信機器）
- OFISTAR S3100（通信機器）
- 音声応答転送装置 AT-230IVR（通信機器）
- QoS制御機能
- 緊急通報装置「SL-8号」（通信機器）
- 高機能無線LANカード「WL-SC11」（通信機器）
- サザンクロス ゲートウェイSERVER「GL-II」（通信機器）
- サザンクロスHUBシリーズ（通信機器）
- サブグループ設定機能
- CRM Solution System Agent stage（通信機器）
- 支店代行電話
- 自動音声応答装置 AT-D39SII（通信機器）
- スーパーハイリンク
- 大学ソリューション
- 代表取扱サービス
- ダイヤルイン
- ダイヤルQ2
- Team marketing partner
- ディジタルアクセス
- ディジタルビジネスホンHDIV（通信機器）
- 電子政府・電子自治体トータルソリューション
- 電子入札スタートパック for フレッツ

- トーキー案内サービス
- ナビアクセス（2007年1月31日新規申込み受付終了）
- Netcommunity SP-PHONE（通信機器）
- Netcommunity SYSTEM X7000（通信機器）
- Netcommunity SYSTEM EP71（I）（工事担当取扱商品）
- Netcommunity SYSTEM EP71（II）（工事担当取扱商品）
- Netcommunity SYSTEM EP71（III）／EP81（II）（工事担当取扱商品）
- Netcommunity SYSTEM EP81（I）（工事担当取扱商品）
- Netcommunity SYSTEM αGX type S（通信機器）
- Netcommunity SYSTEM αGX type M（通信機器）
- Netcommunity SYSTEM αGX type L（通信機器）
- Netcommunity SYSTEM αNX type S（通信機器）
- Netcommunity SYSTEM αNX type M（通信機器）
- Netcommunity SYSTEM αNX type L（通信機器）
- Netcommunity VG200（営業コンサルティング商品）
- Netcommunity VG410a VG400i VG400a VG210（営業コンサルティング商品）
- Netcommunity VG420a-E/VG820a-E/VG420i-E/VG820i-E（営業コンサルティング商品）
- Netcommunity VG2300（営業コンサルティング商品）
- ノーリンギング通信サービス
- ハイスーパーディジタル
- ひかり電話ビジネスタイプ
- BUビリング
- BIG顧客管理（通信機器）
- ビジネスイーサ タイプF（フラットタイプ）
- ビジネスイーサ タイプM（メトロタイプ）
- ビジネスイーサ タイプS（スタンダードタイプ）
- ビジネスイーサ タイプSWL（オーダメイドタイプ）
- ビジネスイーサ タイプV（バリュータイプ）
- ビル電話
- 集合VDSL装置「VH-100ⅡBOX16S」（工事担当取扱商品）
- 福祉コミュニケーションシステム「SR10-VI」（通信機器）
- フィルタリング設定機能
- フリーアクセス
- フレッツ・オフィス
- HomePNA装置「PN-10」（工事担当取扱商品）
- BROADBAND BUSINESS
- 無停電電源装置「SUA750JB」（通信機器）
- メガデータネッツ
- メガライブ
- メトロハイリンク
- モアライブ
- RACSIA（簡易ビジネスホン、通信機器）
- レポーティングサービス
- ワイヤレスアクセスポイント「WL-1154」（通信機器）
- ワイヤレス型緊急通報装置「EL-1W」（通信機器）
- ワリビッグ（通話料金割引サービス）
- ワリマックス（通話料金割引サービス）
- ワリマックス・プラス（通話料金割引サービス）

（2007年1月1日 現在）

## 産学官連携
2001年（平成13年）6月22日 - 三菱商事株式会社、三菱電機株式会社、東京工科大学と共に、生体認証技術（バイオメトリクス）利用による「未来型キャンパスモデル」構築のためのビジネス・コンソーシアムを設立した。

## グループ会社
1999年（平成11年）7月1日に実施された、NTTの再編成によりNTTの各グループ会社は、NTT（持株会社）、NTT東日本、NTT西日本、NTTコミュニケーションズにそれぞれ帰属することとなった。NTT東日本においては、2005年（平成17年）7月1日に都道県域会社3社（営業系・設備系・共通系）を統合した。また、2006年（平成18年）6月30日にはグループ内の更なる効率的運営を図ることから、テルウェル東日本（株）がNTT東日本の子会社になった。更に2006年（平成18年）8月1日には、NTTグループ中期経営戦略推進の一環として、（株）ぷららネットワークス（現・（株）NTTぷらら）がNTTコミュニケーションズの子会社になった。2014年（平成26年）7月1日には、都道県域会社を4つのブロックに統合した。これらにより、NTT東日本が直接出資するグループ会社は、24社（2014年7月1日時点）となっている。
総合会社（4社）
- （株）NTT東日本-南関東 - 設立年月：2002年5月、NTT東日本出資比率：100%
- （株）NTT東日本-関信越 - 設立年月：2005年7月、NTT東日本出資比率：100%
- （株）NTT東日本-東北 - 設立年月：2005年7月、NTT東日本出資比率：100%
- （株）NTT東日本-北海道 - 設立年月：2005年7月、NTT東日本出資比率：100%

テレマーケティング分野（2社）
- （株）NTTネクシア - 設立年月：1986年1月、NTT東日本出資比率：85%
- （株）NTT東日本サービス - 設立年月：2014年4月、NTT東日本出資比率：100%

情報通信エンジニアリング分野（5社）
- （株）NTT-ME - 設立年月：1988年3月、NTT東日本出資比率：100%
- アイレック技建（株） - 設立年月：1987年6月、NTT東日本出資比率：52%
- NTTレンタル・エンジニアリング（株） - 設立年月：1985年12月、NTT東日本出資比率：49%
- NTTブロードバンドプラットフォーム（株） - 設立年月：2002年7月、NTT東日本出資比率：33%

SI・情報通信処理分野（3社）
- NTTテレコン（株） - 設立年月：1988年2月、NTT東日本出資比率：51%
- 日本テレマティーク（株） - 設立年月：1985年3月、NTT東日本出資比率：50%
- （株）NTTメディアクロス - 設立年月：2000年3月、NTT東日本出資比率：40%

不動産分野（2社）
- （株）NTTル・パルク - 設立年月：1985年12月、NTT東日本出資比率：100%
- （株）NTT東日本プロパティーズ - 設立年月：2008年6月、NTT東日本出資比率：90%

金融・カード分野（1社）
- （株）NTTカードソリューション - 設立年月：1984年6月、NTT東日本出資比率：69%
  - 「テレカ」はこの会社の登録商標である。過去に存在したユーカードの対応も行っている。

電話帳ビジネス分野（1社）
- NTTタウンページ（株） - 設立年月：2012年7月、NTT東日本出資比率：100%

国際分野（1社）
* NTTベトナム（株） - 設立年月：1996年12月、NTT東日本出資比率：85%
移動体通信分野（1社）
* 日本空港無線サービス（株） - 設立年月：1977年8月、NTT東日本出資比率：100%
ファシリティマネジメント・福利厚生分野（1社）
- テルウェル東日本（株） - 設立年月：2001年4月、NTT東日本出資比率：91%

その他の分野（4社）
- （株）アイ・エス・エス - 設立年月：1986年10月、NTT東日本出資比率：45%
- NTTスポーツコミュニティ（株） - 設立年月：1998年12月、NTT東日本出資比率：40%
- NTT空間情報（株） - 設立年月：2011年4月、NTT東日本出資比率：60%
- （株）NTTDXパートナー - 設立年月：2021年3月、NTT東日本出資比率：100%

## 関連施設

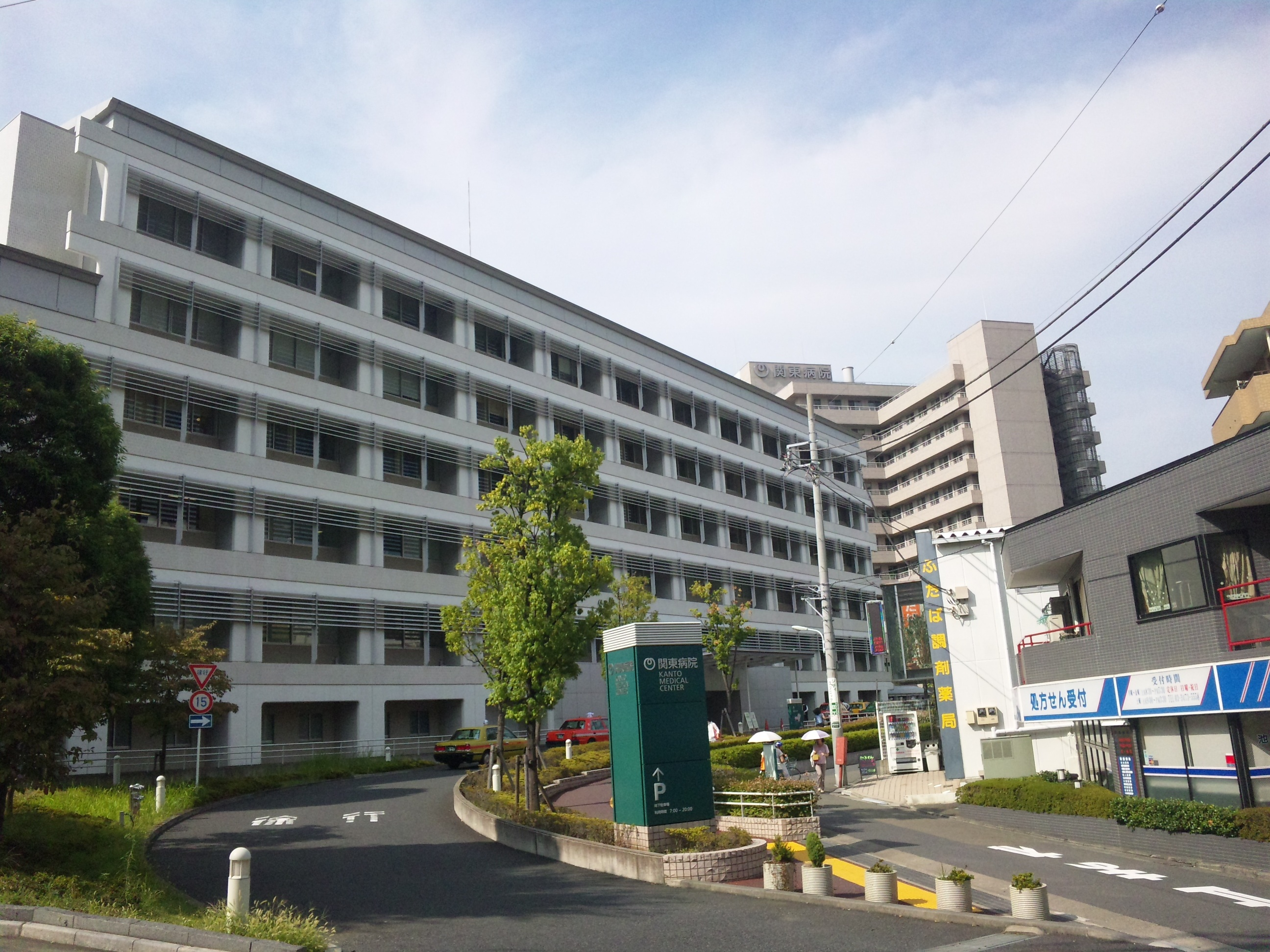
NTT東日本関東病院

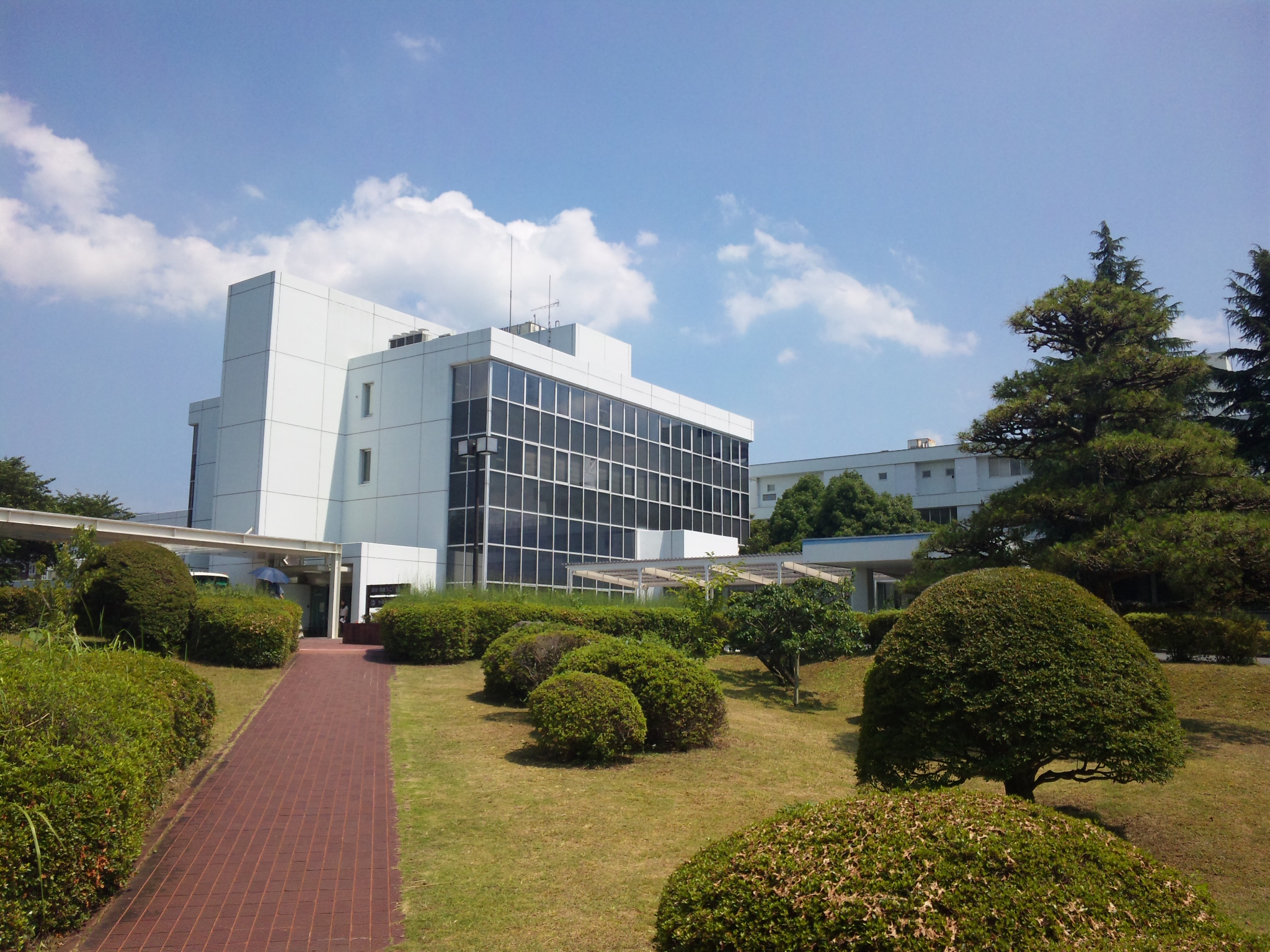
NTT東日本伊豆病院

NTT東日本では旧逓信病院から引継ぎ、以下の企業立病院を運営する。同様にNTT西日本でも複数の企業立病院を運営している。NTTグループ関係者以外でも利用できる。
- NTT東日本関東病院（旧関東逓信病院） - 東京都品川区東五反田
- NTT東日本札幌病院 - 北海道札幌市中央区
- NTT東日本伊豆病院 - 静岡県田方郡函南町（なお函南町はNTT西日本のエリアである）

他の医療法人に経営移管した病院・診療所
- NTT東日本東北病院 - 東北医科薬科大学若林病院に改称。（宮城県仙台市若林区）
- NTT東日本長野病院 - 朝日ながの病院に改称。（長野県長野市）

病院以外に、東京オペラシティビル4・5階にあるNTTインターコミュニケーション・センター（ICC）も管理・運営しているが、かつては逓信総合博物館内の「NTT情報通信館」も運営していた。

## テレビCM
NTT東日本としてのテレビCMの放映は東日本エリア内のみだが、公式サイトを通じて全国で視聴できる。
現在の出演者
- 長澤まさみ - （木村と共演、現在は、NTT西日本のCMに出演）

以前の出演者
- イチロー - NTT西日本およびNTTグループのCMにも出演、CM内容はそれぞれ異なる
- 松岡茉優
- 川島海荷 - フレッツ光
- 田中要次 - フレッツ光
- 新垣結衣 - フレッツ光
- 佐藤健 - モバイルWi-Fiルータ「光ポータブル」
- 大友康平 - フレッツ光「光iフレーム2」
- SMAP（東西分割前の旧NTTから引継ぎ。後にソフトバンクのCMに出演）
  - 中居正広 - フレッツ光
  - 木村拓哉
  - 稲垣吾郎 - フレッツ光
  - 草彅剛
  - 香取慎吾 - フレッツ光

- 杉本哲太 - ウルトラ40th on FLET'S
- 原沙知絵 - フレッツ光（中居と共演）
- 古田新太 - フレッツ光（中居と共演）
- 佐原弘起（子役） - ウルトラ40th on FLET'S（杉本と共演）
- 花原照子 - 企業CM（新垣の祖母役）
- 並木史朗 - 企業CM（新垣の父親役）
- 山崎美貴 - 企業CM（新垣の母親役）
- 神田山陽 - フレッツ光
- 吉岡秀隆 - 本人出演は無く、ナレーション担当
- 黒木瞳 - Lモード
- 滝口順平 - 『恐竜探検隊ボーンフリー』のキング・バトラー（声）担当。2001年の「移動用通信」にて。

ほか
コマーシャルソング
- 槇原敬之 - 「僕が一番欲しかったもの」、「遠く遠く～'06ヴァージョン」、「I got a friend.」、「どんなときも。'07」「Love was sleeping.」「LOVE LETTER」
- Mr.Children - 「旅立ちの唄」「365日」
- PhilHarmoUniQue - 「優しい響き」
- いきものがかり - 「SAKURA」～DENPO115
- SMAP - 「エイトマンのテーマ（替え唄バージョン）」
- SMAP 他 - 「旅立ちの日に」
- 水谷紹 - 「オサゲします」
- ハリー・ニルソン - 「Everybody's Talkin'（うわさの男）」
- エルトン・ジョン - 「僕の歌は君の歌」
- スピッツ - 「みなと」「見っけ」

ほか

## 提供番組
（2023年現在）

### 全国ネット番組
全国ネット番組においての提供表示は「NTT東日本・NTT西日本」として提供される。従ってNTT西日本の担当地域では原則として同社のCMに差し替えられる。一方、民放BS・CS放送ではNTT東日本単独の提供番組が存在し、西日本地域でも東日本のCMが見られることがある。

#### 現在の提供番組
現在はラジオのみ
- ナインティナインのオールナイトニッポン（ニッポン放送・NRN系列、毎週木曜日25:00-27:00[注釈 2]）

#### 過去の提供番組
日本テレビ系列
- マジカル頭脳パワー!!→週刊ストーリーランド→ウルトラショップ
- THE・サンデー
- 水曜ドラマ (2000年代後半 - 2018年9月まで、2018年10月からTikTokに交代。)
- 行列のできる相談所
- news zero 隔日

TBSテレビ系列
- 金曜ドラマ (現在はソフトバンク→森永乳業→Airdogに交代。)
- スーパーフライデー
- どうぶつ奇想天外!
- 総力報道!THE NEWS
- サンデーモーニング
- 機動戦士ガンダムSEED（毎日放送制作）

フジテレビ系列
- ゴールデン洋画劇場
- 水曜21時ドラマ枠
- 土曜プレミアム (現在はKDDI→Panasonic→積水ハウスに交代。)

テレビ朝日系列
- テレビ朝日水曜21時枠刑事ドラマ
- Matthew's Best Hit TV+
- クイズプレゼンバラエティー Qさま!!

テレビ東京系列
- 日高義樹のワシントン・リポート

### 東日本限定ネット番組
- NRN金曜ナイター（ニッポン放送制作・全国13局ネット）
- ランチリクエスト（NRN系列・全国3局ネット）
- 安東弘樹 Let’s Go Friday（ニッポン放送制作・全国9局ネット、2020年10月期のみ）

### ローカルスポンサー

#### 関東地区
- news23（TBSテレビ、毎週月 - 金曜(隔日)）
- わんころべえ（MXテレビ、一社提供）
- グッド!モーニング（テレビ朝日、毎週火 - 金曜[注釈 3]）
- うどうのらじお（ニッポン放送）

## スポーツ活動
- NTT東日本硬式野球部
- 大宮アルディージャ [11]（旧NTT関東サッカー部）【NTT東日本グループのNTTスポーツコミュニティが運営していた】
- NTT東日本バドミントン部
  - バドミントン日本リーグ優勝18回、全日本実業団バドミントン選手権大会優勝27回を誇る強豪。2018年世界選手権優勝・世界ランク1位経験のある桃田賢斗が所属している。
- トライアスロン競技の普及・発展のサポート活動を行なっている[11]。

## 不祥事
- 2012年3月2日、NTT東日本の社員が、市場調査の業者選定に便宜を図る見返りとして業者側から現金を受け取ったとして、NTT法の収賄容疑で逮捕された[12]。
- 2013年12月25日、NTT東日本の社員が業務委託先から不正に入手した資金の一部を受け取っていたとして、東京地方検察庁特別捜査部は同社社員をNTT法違反で起訴した[13]。
- 2023年5月24日、総務省は同年4月に発生した通信障害についてNTT東日本に行政指導を行った[14]。